# Purba Tua Baru
Purba Tua Baru is een bestuurslaag in het regentschap Simalungun van de provincie Noord-Sumatra, Indonesië. Purba Tua Baru telt 1789 inwoners (volkstelling 2010).